# Tockus leucomelas
El toco piquigualdo sureño (Tockus leucomelas) es una especie de ave Bucerotiforme de la familia Bucerotidae presente en las sabanas áridas del África austral. Es un ave de mediano tamaño, con una longitud de entre 48 y 60 centímetros. No se reconocen subespecies.